# Требел (Вендланд)
Требел (њем. Trebel) општина је у њемачкој савезној држави Доња Саксонија. Једно је од 27 општинских средишта округа Лихов-Даненберг. Према процјени из 2010. у општини је живјело 947 становника. Посједује регионалну шифру (AGS) 3354023.

## Географски и демографски подаци
Требел се налази у савезној држави Доња Саксонија у округу Лихов-Даненберг. Општина се налази на надморској висини од 17 метара. Површина општине износи 66,4 km². У самом мјесту је, према процјени из 2010. године, живјело 947 становника. Просјечна густина становништва износи 14 становника/km².